# Fosse du sac lacrymal
La fosse du sac lacrymal (ou gouttière lacrymo-nasale ou gouttière lacrymale) est une dépression lisse et profondément concave de la paroi médiale de l'orbite.

## Structure
Elle est formée par la jonction des sillons lacrymaux de l'os lacrymal et du processus frontal du maxillaire.
Elle est limitée à l'arrière par la crête lacrymale postérieure et à l'avant par la crête lacrymale antérieure.
Elle se poursuit en bas par le canal lacrymo-nasal.
Elle contient le sac lacrymal qui reçoit le surplus lacrymal de l’œil par les canalicules lacrymaux supérieur et inférieur, et se déverse dans le conduit lacrymo-nasal.